# Unicodeblock Sorang-Sompeng
Der Unicodeblock  Sorang-Sompeng (engl. Sora Sompeng, U+110D0 bis U+110FF) enthält die als Sorang-Sompeng bekannte indigene Schrift der Sora in Indien, die Einflüsse einer Abugida zeigt.

## Liste
Alle Zeichen haben die bidirektionale Klasse „Links nach Rechts“.
| Unicodenummer   | Zeichen (400 %) | Kategorie                               | Offizielle Bezeichnung   | Beschreibung                  |
| --------------- | --------------- | --------------------------------------- | ------------------------ | ----------------------------- |
| U+110D0 (69840) | 𑃐               | anderer Buchstabe, Silbe oder Ideogramm | SORA SOMPENG LETTER SAH  | Sorang-Sompeng-Buchstabe Sa   |
| U+110D1 (69841) | 𑃑               | anderer Buchstabe, Silbe oder Ideogramm | SORA SOMPENG LETTER TAH  | Sorang-Sompeng-Buchstabe Ta   |
| U+110D2 (69842) | 𑃒               | anderer Buchstabe, Silbe oder Ideogramm | SORA SOMPENG LETTER BAH  | Sorang-Sompeng-Buchstabe Ba   |
| U+110D3 (69843) | 𑃓               | anderer Buchstabe, Silbe oder Ideogramm | SORA SOMPENG LETTER CAH  | Sorang-Sompeng-Buchstabe Ca   |
| U+110D4 (69844) | 𑃔               | anderer Buchstabe, Silbe oder Ideogramm | SORA SOMPENG LETTER DAH  | Sorang-Sompeng-Buchstabe Da   |
| U+110D5 (69845) | 𑃕               | anderer Buchstabe, Silbe oder Ideogramm | SORA SOMPENG LETTER GAH  | Sorang-Sompeng-Buchstabe Ga   |
| U+110D6 (69846) | 𑃖               | anderer Buchstabe, Silbe oder Ideogramm | SORA SOMPENG LETTER MAH  | Sorang-Sompeng-Buchstabe Ma   |
| U+110D7 (69847) | 𑃗               | anderer Buchstabe, Silbe oder Ideogramm | SORA SOMPENG LETTER NGAH | Sorang-Sompeng-Buchstabe Nga  |
| U+110D8 (69848) | 𑃘               | anderer Buchstabe, Silbe oder Ideogramm | SORA SOMPENG LETTER LAH  | Sorang-Sompeng-Buchstabe La   |
| U+110D9 (69849) | 𑃙               | anderer Buchstabe, Silbe oder Ideogramm | SORA SOMPENG LETTER NAH  | Sorang-Sompeng-Buchstabe Na   |
| U+110DA (69850) | 𑃚               | anderer Buchstabe, Silbe oder Ideogramm | SORA SOMPENG LETTER VAH  | Sorang-Sompeng-Buchstabe Va   |
| U+110DB (69851) | 𑃛               | anderer Buchstabe, Silbe oder Ideogramm | SORA SOMPENG LETTER PAH  | Sorang-Sompeng-Buchstabe Pa   |
| U+110DC (69852) | 𑃜               | anderer Buchstabe, Silbe oder Ideogramm | SORA SOMPENG LETTER YAH  | Sorang-Sompeng-Buchstabe Ya   |
| U+110DD (69853) | 𑃝               | anderer Buchstabe, Silbe oder Ideogramm | SORA SOMPENG LETTER RAH  | Sorang-Sompeng-Buchstabe Ra   |
| U+110DE (69854) | 𑃞               | anderer Buchstabe, Silbe oder Ideogramm | SORA SOMPENG LETTER HAH  | Sorang-Sompeng-Buchstabe Ha   |
| U+110DF (69855) | 𑃟               | anderer Buchstabe, Silbe oder Ideogramm | SORA SOMPENG LETTER KAH  | Sorang-Sompeng-Buchstabe Ka   |
| U+110E0 (69856) | 𑃠               | anderer Buchstabe, Silbe oder Ideogramm | SORA SOMPENG LETTER JAH  | Sorang-Sompeng-Buchstabe Ja   |
| U+110E1 (69857) | 𑃡               | anderer Buchstabe, Silbe oder Ideogramm | SORA SOMPENG LETTER NYAH | Sorang-Sompeng-Buchstabe Nyah |
| U+110E2 (69858) | 𑃢               | anderer Buchstabe, Silbe oder Ideogramm | SORA SOMPENG LETTER AH   | Sorang-Sompeng-Buchstabe A    |
| U+110E3 (69859) | 𑃣               | anderer Buchstabe, Silbe oder Ideogramm | SORA SOMPENG LETTER EEH  | Sorang-Sompeng-Buchstabe Ee   |
| U+110E4 (69860) | 𑃤               | anderer Buchstabe, Silbe oder Ideogramm | SORA SOMPENG LETTER IH   | Sorang-Sompeng-Buchstabe I    |
| U+110E5 (69861) | 𑃥               | anderer Buchstabe, Silbe oder Ideogramm | SORA SOMPENG LETTER UH   | Sorang-Sompeng-Buchstabe U    |
| U+110E6 (69862) | 𑃦               | anderer Buchstabe, Silbe oder Ideogramm | SORA SOMPENG LETTER OH   | Sorang-Sompeng-Buchstabe O    |
| U+110E7 (69863) | 𑃧               | anderer Buchstabe, Silbe oder Ideogramm | SORA SOMPENG LETTER EH   | Sorang-Sompeng-Buchstabe E    |
| U+110E8 (69864) | 𑃨               | anderer Buchstabe, Silbe oder Ideogramm | SORA SOMPENG LETTER MAE  | Sorang-Sompeng-Buchstabe Mae  |
| U+110F0 (69872) | 𑃰               | Dezimalziffer                           | SORA SOMPENG DIGIT ZERO  | Sorang-Sompeng-Ziffer Null    |
| U+110F1 (69873) | 𑃱               | Dezimalziffer                           | SORA SOMPENG DIGIT ONE   | Sorang-Sompeng-Ziffer Eins    |
| U+110F2 (69874) | 𑃲               | Dezimalziffer                           | SORA SOMPENG DIGIT TWO   | Sorang-Sompeng-Ziffer Zwei    |
| U+110F3 (69875) | 𑃳               | Dezimalziffer                           | SORA SOMPENG DIGIT THREE | Sorang-Sompeng-Ziffer Drei    |
| U+110F4 (69876) | 𑃴               | Dezimalziffer                           | SORA SOMPENG DIGIT FOUR  | Sorang-Sompeng-Ziffer Vier    |
| U+110F5 (69877) | 𑃵               | Dezimalziffer                           | SORA SOMPENG DIGIT FIVE  | Sorang-Sompeng-Ziffer Fünf    |
| U+110F6 (69878) | 𑃶               | Dezimalziffer                           | SORA SOMPENG DIGIT SIX   | Sorang-Sompeng-Ziffer Sechs   |
| U+110F7 (69879) | 𑃷               | Dezimalziffer                           | SORA SOMPENG DIGIT SEVEN | Sorang-Sompeng-Ziffer Sieben  |
| U+110F8 (69880) | 𑃸               | Dezimalziffer                           | SORA SOMPENG DIGIT EIGHT | Sorang-Sompeng-Ziffer Acht    |
| U+110F9 (69881) | 𑃹               | Dezimalziffer                           | SORA SOMPENG DIGIT NINE  | Sorang-Sompeng-Ziffer Neun    |